# Moacir Mendes
Moacir Mendes (23 de enero de 1981) es un deportista brasileño que compitió en judo. Ganó una medalla de oro en el Campeonato Panamericano de Judo de 2006 en la categoría de –73 kg.

## Palmarés internacional
| Campeonato Panamericano | Campeonato Panamericano  | Campeonato Panamericano | Campeonato Panamericano |
| Año                     | Lugar                    | Medalla                 | Categoría               |
| ----------------------- | ------------------------ | ----------------------- | ----------------------- |
| 2006                    | Buenos Aires (Argentina) | Medalla de oro          | –73 kg                  |